# Didymodon neesii
Didymodon neesii är en bladmossart som beskrevs av Mitten 1859. Didymodon neesii ingår i släktet lansmossor, och familjen Pottiaceae. Inga underarter finns listade i Catalogue of Life.